# Trichoclinocera fuscipennis
Trichoclinocera fuscipennis är en tvåvingeart som beskrevs av Saigusa 1965. Trichoclinocera fuscipennis ingår i släktet Trichoclinocera och familjen dansflugor. Inga underarter finns listade i Catalogue of Life.